# Avenida Carlos Alves
A Escola de Samba Avenida Carlos Alves iniciou suas atividades por volta de 1940, como um bloco carnavalesco no " Bairro Cidade Nova " (Avenida). Como o bloco possuía uma bateria, assemelhava-se com uma Escola de Samba, e a população fala, "Lá vem a Escola de Samba da Avenida" e lá na década de 40 surgira a PRIMEIRA ESCOLA DE SAMBA de São João Nepomuceno, inicialmente possuía as cores verde, vermelho e branco (cores do fluminense, time dos fundadores). A partir de 20 de julho de 1967  a Escola é registrada juridicamente e recebe o nome de Escola de Samba Avenida Carlos Alves (ESACA), com as cores verde e rosa, em homenagem a madrinha Mangueira.
A ESACA é uma escola carnavalesca que faz parde da Associação Sanjoanense de Escolas de Samba (ASES) 

## Carnavais
| Ano  | Colocação   | Enredo | Carnavalesco | Ref.   |
| ---- | ----------- | --- | --- | ------ |
| 2006 | Vice-campeã | Sou verde e rosa, sou vaidosa | Comissão de Carnaval (Fernando Knop, Sebastião Matos, Américo e Zé Clério)                                         | [ 2 ]  |
| 2007 | Campeã      | Com dinheiro ou sem dinheiro, eu brinco | Cássio Magalhães e Carlos Ferreira                                                                                 | [ 3 ]  |
| 2008 | 3ºlugar     | Da luz das cavernas à fundição do metal. O fogo é a alegria do meu carnaval                                                                           | Cássio Magalhães e Carlos Ferreira                                                                                 | [ 4 ]  |
| 2009 | Vice-campeã | No mundo dos sonhos | Cássio Magalhães e Carlos Ferreira                                                                                 | [ 5 ]  |
| 2010 | Campeã      | O gran circo Folia | Cássio Magalhães e Carlos Ferreira                                                                                 | [ 6 ]  |
| 2011 | Vice-campeã | Sou eu felicidade, sou eu cheio de amor. Neste palco iluminado, venho mostrar quem sou                                                                | Comissão de Carnaval (Cássio Magalhães, Carlos Ferreira, Fernando Knop, Ronilson, José Antunes e Guilherme Gomes.) | [ 7 ]  |
| 2012 | Campeã      | Uma fantástica viagem ao planeta chamado Brasil | Comissão de Carnaval (Cássio Magalhães, Carlos Ferreira, Fernando Knop, Ronilson, José Antunes e Guilherme Gomes.) | [ 8 ]  |
| 2013 | Campeã      | De um bumba com meus bois, vou dançar em Parintins | Comissão de Carnaval (Cássio Magalhães, Carlos Ferreira, Guilherme Gomes, Leonardo Almeida e Jomar Ferreira)       | [ 9 ]  |
| 2014 | Vice-campeã | Numa grande colheita se colhe verde, se colhem rosas; se colhe o bem, se colhe o mal. A ESACA vem plantar a paz para colher felicidade neste carnaval | Comissão de Carnaval (Cássio Magalhães, Carlos Ferreira, Guilherme Gomes, Leonardo Almeida e Jomar Ferreira)       | [ 10 ] |